# محمود أحمد
محمود أحمد (بالأمهرية: መሐሙድ አህመድ)‏ هو مغني إثيوبي، ولد في 8 مايو 1941 في أديس أبابا في إثيوبيا.

## وصلات خارجية
- محمود أحمد على موقع IMDb (الإنجليزية)
- محمود أحمد على موقع ميوزك برينز (الإنجليزية)
- محمود أحمد على موقع أول ميوزيك (الإنجليزية)
- محمود أحمد على موقع ديسكوغز (الإنجليزية)